# منتخب لاتفيا تحت 17 سنة لكرة السلة للسيدات
منتخب لاتفيا تحت 17 سنة لكرة السلة للسيدات هو ممثل لاتفيا الرسمي في المنافسات الدولية في كرة السلة للسيدات
.